# Chelonoidis
Chelonoidis é um gênero de tartarugas da família Testudinidae, encontrado na América do Sul e nas ilhas Galápagos. Nesse gênero se encontram as duas espécies de jabuti, a tartaruga do chaco e as tartarugas de Galápagos, entre outras.  As espécies eram incluídas no gênero Geochelone, entretanto, uma análise genética indicou um maior grau de proximidade com o gênero Kinixys, sendo então translocadas para o gênero Chelonoidis, que era anteriormente um subgénero de Geochelone.

## História
As tartarugas terrestres foram classificadas originalmente no gênero Testudo, por Carl Linnaeus, em 1758. Posteriormente, este gênero foi desmembrado em outros, sendo um deles o geochelone. Em seguida, foi criado o subgênero chelonoids, que enquadrava as tartarugas terrestres da América do Sul.
Até que em 1982, o gênero geochelone foi finalmente desmembrado em vários outros, como Aldabrachelys, Astrochelys, Cylindraspis, Indotestudo, Manouria e Chelonoidis.
Em 2013, na Amazônia brasileira, foi remontado um fóssil ancestral desse gênero, cuja espécie não foi inicialmente nomeada, constando apenas "Chelonoids" como nome científico. Acredita-se que desse ancestral brasileiro, que viveu há 8 milhões de anos, tenha se deslocado para as Ilhas Galápagos, e dado origem às tartarugas gigantes de lá, bem como dado origem aos atuais membros do gênero do continente.

## Espécies
O número de espécies pode variar, podendo ser reconhecidas 4, 5 ou 15, de acordo com a literatura pesquisada.
- O termo jabuti não designa uma categoria taxonômica, mas inclui o Chelonoidis carbonaria (Spix, 1824) e o Chelonoidis denticulata (Linnaeus, 1766)
- Chelonoidis chilensis (Gray, 1870) e Chelonoidis petersi (Freiberg, 1973). Por vezes a espécie petersi é classificada como uma subespécie de chilensis.[5]
- Chelonoidis nigra (Quoy & Gaimard, 1824) - por vezes é tratada como um complexo de espécies, sendo então desmembrada em 10 espécies distintas.

- Commons
- Wikispecies